# Lego (singolo)
Lego è un singolo del cantautore italiano Olly e del produttore discografico italiano Jvli, pubblicato il 28 maggio 2021.

## Descrizione
Il brano, scritto dallo stesso Olly, è prodotto da Julien Boverod, in arte Jvli.

## Video musicale
Il video musicale, diretto da Guido Bregante e Tommaso Bordonaro, è stato pubblicato il 14 giugno 2021 attraverso il canale YouTube di Olly.

## Tracce
Testi di Federico Olivieri, musiche di Julien Boverod.
1. Lego – 2:51